# Социал-демократическая партия (Чили)
Социал-демократическая партия Чили (исп. Partido Social Demócrata, PSD) — малочисленная чилийская политическая партия, существовавшая в 1967—1972 годах и придерживавшаяся позиций левого демократического социализма. Член блока «Народное единство».

## История
Социал-демократическая партия Чили была основана 11 сентября 1967 года исключённым из Христианско-демократической партии представителем её левого крыла, сенатором Патрисио Уртадо, совместно с бывшими членами как ХДП, так и правой Национально-демократической партии (ПАДЕНА). Идеологически, PSD продолжала традиции левой Демократической партии, основанной в 1887 году левым крылом Радикальной партии, и просуществовавшей до 1941 года. Новая партия выступила за установление единства действий с другими левыми силами и присоединилась к альянсу Социалистической и Коммунистической партий «Фронт народного действия» (FRAP).
В своей программе, партия позиционировала себя как социалистическая и демократическая, выступая за принятие новой Конституции страны, установление социалистического строя и классовую борьбу с национальной олигархией, иностранными империалистами и эксплуатацией, при этом поддерживая сохранение традиционных ценностей и идеи боливаризма о латиноамериканской интеграции. В экономике, Социал-демократическая партия поддерживала переход к планированию и выступала за национализацию средств производства и природных ресурсов.
22 декабря 1969 года Социал-демократическая партия стала, наравне с СПЧ, КПЧ, Радикальной партией, МАПУ и АПИ, соучредителем коалиции «Народное единство». В блоке партия, вместе с МАПУ и АПИ, представвляла интересы среднего класса. На парламентских выборах в том же году партия получила 20 560 (0,89 %) голосов избирателей и не получила ни одного места в Палате депутатов.
На президентских выборах 1970 года PSD поддерживала кандидатуру представителя АПИ Рафаэля Таруда, который впоследствии отказался от участия и снялся в пользу кандидата от социалистов Сальвадора Альенде, поддержанного всеми членами Народного единства.
В правительстве Народного единства, сформированном Альенде после своей победы на выборах, социал-демократы получили портфели министра земель и колонизации и министра здравоохранения (глава последнего, Оскар Хименес Пиночет, был по профессии врачом и не имел до этого никакого отношения к политике, как и большинство других министров кабинета Альенде).
PSD в составе Народного единства приняла участие на муниципальных выборах 4 апреля 1971 года, получив 38 054 (1,36 %) голосов и проведя 11 своих кандидатов.
11 августа 1972 года Социал-демократическая партия Чили вошла в состав Радикальной партии.